# Dötk
Dötk è un comune dell'Ungheria di 28 abitanti (dati 2001). È situato nella contea di Zala.